# Dysdera dentichelis
Dysdera dentichelis este o specie de păianjeni din genul Dysdera, familia Dysderidae, descrisă de Simon în anul 1882.
Este endemică în Lebanon. Conform Catalogue of Life specia Dysdera dentichelis nu are subspecii cunoscute.